# 池田雄一 (作家)
池田 雄一（いけだ ゆういち、1937年1月6日 - 2006年8月30日）は、日本の脚本家・小説家。妻は池田悦子。

## 来歴
東京都出身。早稲田大学文学部卒業後、東映へ入社。1961年に映画『ファンキーハットの快男児』で脚本家デビュー。千葉真一主演、深作欣二監督、近藤照男プロデュースなどの映画・テレビドラマの脚本を執筆した。茶田 才のペンネームで『特捜最前線』や『噂の刑事トミーとマツ』などの脚本も執筆した。本名の池田雄一の名義で『キイハンター』『バーディ大作戦』を、高久進らと執筆し、視聴率の悪化により『Gメン'75』へ改変後も引き続き執筆した。『キイハンター』『バーディ大作戦』の時は鼻歌交じりにすらすら書けたが、『Gメン'75』では前作で苦しんで執筆していた高久氏が鼻歌交じりで、自分は苦しんで書いていたと述べて居たが、非常に優れた作品を遺して行った。『Gメン'82』で脚本を執筆した池田一朗氏は別人であり、『Gメン'82』は執筆していない。
1981年には初の長編小説である『不帰水道』が、徳間書店主催の「2千万円小説懸賞」に入選。同作は1982年にフジテレビにおける3時間枠のドラマとして映像化。以後は日本推理作家協会所属の小説家として、多くの著書を執筆する。
2006年8月30日に死去。69歳没。

## 脚本

### 映画
- ファンキーハットの快男児シリーズ （1961年）
  - ファンキーハットの快男児
  - ファンキーハットの快男児 二千万円の腕
- 東京丸の内 （1962年）
- やくざの歌 （1963年）
- 赤いダイヤ （1964年）
- カミカゼ野郎 真昼の決斗 （1966年）
- 太陽に突っ走れ （1966年）
- 子守唄シリーズ
  - 浪曲子守唄 （1966年）
  - 続 浪曲子守唄 （1967年）
  - 出世子守唄 （1967年）
- 可愛いくて凄い女 （1966年）
- 河内遊侠伝 （1967年）

### テレビ[2]
- 白い橋（1964年11月5日 - 1965年2月4日、NET）
- スパイキャッチャーJ3 （1965 - 1966年、NET）
  - 第13、14話「SOS 死刑実験室・前後編」
- ザ・ガードマン （1965 - 1971年、TBS）
  - 第191話「真夜中の客」（1968年）
  - 第249話「悪党サラリーマン」（1970年）
  - 第261話「モロッコの真っ赤な太陽」（1970年） ※放送5周年記念作品
- ローンウルフ 一匹狼 （日本テレビ）
  - 第3話「花模様の女」（1967年）
  - 第11話「殺意のダイヤル」（1967年）
- キイハンター （1968 - 1973年、TBS）メインライター
- シークレット部隊 （1972年、TBS）
- 必殺仕掛人 （朝日放送）
  - 第24話「士農工商大仕掛け」（1973年）
- アイフル大作戦 （1973 - 74年、TBS）
- 事件狩り （1974年、TBS）
- バーディー大作戦 （1974 - 1975年、TBS）メインライター
- 夜明けの刑事 （1974 - 1977年、TBS）
- Gメン'75 （1975 - 1982年、TBS）
- 特捜最前線 （1977 - 1987年、テレビ朝日）
  - 第120話「保険金殺人・華麗なるダイビング！」（1979年7月18日）※茶田 才名義
  - 第150話「拳銃泥棒・雪国から来た二人！」（1980年2月20日）※茶田 才名義
  - 第151話「喝采・地上20メートルの密室！」（1980年2月27日）※茶田 才名義
  - 第175話「ナイター殺人事件！」（1980年8月27日）
  - 第378話「レイプ・妻に捧げる完全犯罪！」（1984年8月22日）
- 噂の刑事トミーとマツ （1979 - 1981年、TBS） ※第1シリーズ、茶田 才名義
- 傑作推理劇場 松本清張の駆ける男 （1980年、テレビ朝日）
- 愛のホットライン （1981年、フジテレビ）
- 3時間スペシャルドラマ 不帰水道 （1982年、フジテレビ）
- 火曜サスペンス劇場「その朝おまえは何を見たか」（1983年6月7日、日本テレビ）
- 土曜ワイド劇場（テレビ朝日）
  - 結婚しない女（1980年3月8日）※茶田 才名義
  - 駆ける男（1980年7月19日）
  - 悪魔の花嫁（1980年7月26日）
  - 無人霊柩車殺人事件（1980年9月6日）
  - 湖水の死美人（1981年8月8日）
  - 複合誘拐（1981年12月26日）
  - 整形復顔の女（1983年2月19日）
  - 死美人ホテル（1983年8月13日）
  - 整形復顔の花嫁（1984年11月24日）
  - 幻の結婚式（1985年1月26日）
  - 妖しい傷あとの美女 江戸川乱歩の「陰獣」 (1985年、テレビ朝日)
  - 整形花嫁の復讐（1985年10月5日）
  - 人妻の背徳日記殺人事件（1986年6月14日）
  - 京都大原女の謎（1988年2月27日）
- Gメン'93春 第一級殺人の女 (1993年、TBS)

## 小説
※年月日は初版
- 不帰水道 （1982年8月15日、徳間書店）
- 幹事長の犯罪 （1984年12月1日、徳間書店）
- カルチャーセンター殺人講座 （1985年7月1日、徳間書店）
- 裏番組連続殺人事件 （1986年4月30日、徳間書店）
- サバイバル殺人事件 （1986年11月1日、双葉社）
- 首には黄色いハンカチを （1987年2月28日、有楽出版社）
- 出雲3号0713の殺意 （1987年10月31日、徳間書店）
- 「北斗星1号」DXロイヤルの殺意 （1988年11月30日、徳間書店）
- 寝台特急 北斗星 あさかぜ 連続殺人 （1989年7月30日、立風書房）
- 「日本海4号」11分の壁 （1989年11月10日、栄光出版社）
- 21時間02分の密室 （1990年4月30日、徳間書店）
- 北陸特急 白山 しらさぎ 連続殺人 （1990年11月30日、立風書房）
- 京都大文字連続殺人 （1991年10月15日、徳間書店）
- 寝台特急 ゆうづる 鳥海 連続殺人 （1991年11月30日、立風書房）
- 瀬戸大橋3.64秒の殺意 （1992年4月30日、徳間書店）
- 京都貴船連続殺人 （1994年12月15日、徳間書店）

## 脚註
1. ↑  会員・池田雄一氏死去 日本推理作家協会会報 2009年5月号
2. ↑  “「池田雄一」でドラマ＆人名検索結果 - ◇ テレビドラマデータベース ◇”. テレビドラマデータベース. 2024年5月1日閲覧。